# Have It All
Have It All è un singolo del gruppo musicale Foo Fighters, pubblicato il 22 settembre 2003 come quarto estratto dal quarto album studio One by One.

## Tracce
Testi e musiche dei Foo Fighters, eccetto dove indicato.
CD (Australia, Regno Unito, Stati Uniti)
1. Have It All (Album Version) – 4:58
2. Darling Nikki – 3:24 (musica: Prince Nelson)
3. Disenchanted Lullaby (Live/Acoustic) – 4:07

7" (Regno Unito)
- Lato A

1. Have It All (Album Version) – 4:58

- Lato B

1. Disenchanted Lullaby (Live/Acoustic) – 4:07

## Formazione
Gruppo
- Dave Grohl – voce, chitarra
- Taylor Hawkins – batteria
- Nate Mendel – basso
- Chris Shiflett – chitarra

Produzione
- Nick Raskulinecz – produzione, registrazione
- Foo Fighters – produzione
- Jim Scott – missaggio
- Bob Ludwig – mastering

## Classifiche
| Classifica (2003)          | Posizione massima |
| -------------------------- | ----------------- |
| Regno Unito                | 37                |
| Regno Unito (rock & metal) | 8                 |